# Angiopteris smithii
Angiopteris smithii là một loài dương xỉ trong họ Marattiaceae. Loài này được Racib. mô tả khoa học đầu tiên năm 1902.